# Nebulosa Boomerang
La Nebulosa Boomerang è una nebulosa protoplanetaria situata nella costellazione del Centauro.
Si trova a una distanza di circa 5 000 anni luce dalla Terra.

## Osservazioni
Nel 1980, era stata osservata dalla Terra tramite il Telescopio Anglo-Australiano del Siding Spring Observatory e, data la scarsa risoluzione delle immagini, si ritenne che la nebulosa possedesse una forma curva e leggermente asimmetrica, suggerendo così il nome di "nebulosa Boomerang".
La nebulosa fu fotografata in dettaglio dal Telescopio spaziale Hubble nel 1998; le nuove immagini più dettagliate mostrarono che si trattava di un oggetto simmetrico con due lobi con una forma assimilabile a una clessidra.
Nel 1995, utilizzando il Swedish-ESO Submillimetre Telescope da 15 metri, situato in Cile, gli astronomi trovarono che la sua temperatura era di appena un grado al di sopra dello zero assoluto (−272,15 °C), che ne fa l'unico luogo dell'Universo conosciuto con una temperatura al di sotto anche della radiazione cosmica di fondo (2,7 K).

## Caratteristiche
La nebulosa Boomerang è uno degli oggetti più peculiari dell'Universo: con la sua temperatura di -272 °C, ossia un grado Kelvin al di sopra dello zero assoluto, è più fredda sia dell'area circostante, sia della radiazione cosmica di fondo, che ha una temperatura di -270 °C, ed è attualmente considerata come il luogo naturale più freddo dell'Universo conosciuto.
Si ritiene che sia un sistema stellare che si trova nella fase immediatamente precedente a quella di nebulosa planetaria. La nebulosa continua a svilupparsi a causa del flusso di gas emesso dal suo nucleo dove si trova una stella all'ultimo stadio di vita che emette una radiazione luminosa in grado di illuminare l'inviluppo di polvere che circonda la stella. I grani di polvere, di dimensione millimetrica, mascherano la porzione centrale della nebulosa, per cui la maggior parte della luce visibile sfugge in due direzioni opposte attraverso due lobi che le conferiscono la forma a clessidra. Il gas emesso dalla stella fuoriesce a una velocità di 164 km/s espandendosi rapidamente nello spazio;  questa espansione è la causa della temperatura estremamente bassa della nebulosa.

## Osservazioni recenti
Nel 2013, le osservazioni condotte con il radiointerferometro dell'ALMA rivelarono altre caratteristiche della nebulosa Boomerang. Si vide che i doppi lobi della nebulosa erano circondati da un vasto volume sferico di gas freddo visibile soltanto alle lunghezze d'onda radio sub-millimetriche. Le frange esterne della nebulosa apparivano essere in graduale riscaldamento.
In base alle informazioni disponibili alla metà del 2017, si ritiene che la stella centrale sia una gigante rossa ormai arrivata alla fine della sua esistenza.